# Martin Klapetek
Martin Klapetek (* 27. března 1977 Čeladná) je český religionista, který se zabývá západními monoteismy (židovství, křesťanství, islám), zejména islámem a islámskou kulturou v Evropě. Od akademického roku 2004/2005 přednáší na Teologické fakulty Jihočeské univerzity religionistiku.

## Odborná činnost
V r. 2003 absolvoval magisterské studium historie a religionistiky na Filosofické fakultě Masarykovy univerzity v Brně. Doktorát získal na téže fakultě v roce 2010. Disertace byla věnována tématu "Muslimské organizace v Německu, Rakousku a Švýcarsku: Význam náboženství jako identifikačního prvku při inkulturaci do západní společnosti". Knižně vyšla v r. 2011 v CDK Brno. Na Teologické fakultě Jihočeské univerzity v Českých Budějovicích pracuje jako odborný asistent na Katedře filosofie a religionistiky.
Badatelsky se Martin Klapetek věnuje islámu v západní Evropě, lidové religiozitě – zejména poutnictví, moderní náboženské architektuře, mezináboženskému dialogu a postavení náboženství v pluralitní společnosti.
Martin Klapetek byl do roku 2020 členem redakční rady a výkonným redaktorem religionistického časopisu "Pantheon" při Katedře religionistiky Filozofické fakulty Univerzity Pardubice. Je také členem redakční rady religionistického časopisu "Central European Journal for Contemporary Religion".
Od roku 2004 je členem České společnosti pro religionistiku (ČSR). V letech 2015–2017 byl řadovým členem Výkonného výboru ČSR. Od roku 2014 je členem Rady Wspólnej Katolików i Muzułmanów.
Od roku 2014 se pravidelně účastní jednání Theologisches Forum Christentum – Islam ve Stuttgartu.
V rámci své práce se věnuje také popularizaci v celostátních zpravodajských médiích.

## Dílo (vybrané hlavní publikace)

### Monografie
- Klapetek, M.: Muslimské organizace v Německu, Rakousku a Švýcarsku. Význam náboženství jako identifikačního prvku při integraci do západních společností. Brno: Centrum pro studium demokracie a kultury, 2011.

- Klapetek, M.: Islam in Public Space: Building mosques and setting up sections for Muslims in municipal cemeteries in Germany, Austria and Switzerland. Bern: Peter Lang Verlag, 2022.

Skripta
- Klapetek, M.: Dějiny islámského umění. České Budějovice: Jihočeská univerzita v Českých Budějovicích 2019. ISBN 978-80-7394-730-9

### Odborné články
- Klapetek, M.: Meczety i miejsca modlitwy w Niemczech i Austrii. Przeszłość i teraźniejszość[6]. Przegląd Religioznawczy, 2015, č. 1/255, s. 103–117. ISSN 1230-4379.
- Klapetek, M.: Mešita v "zadním dvoře". Nový Orient, 2015, roč. 70, č. 1, s. 2–9. ISSN 0029-5302.
- Klapetek, M.: Hroby na muslimských odděleních německých komunálních hřbitovů. Nový Orient, 2016, roč. 71, č. 3, s. 2–10. ISSN 0029-5302
- Klapetek, M.: Wzrost znaczenia Islamu w Europie jako część procesu oddzielania się religii od kultury[7]. Theologos – teologická revue, 2017, roč. XIX., č. 1, s. 229–236. ISSN 1335-5570
- Klapetek, M.: Muslim Areas at Municipal Cemeteries in Germany and Austria. Studia religiologica, 2017, Vol. 50, No. 3, pp. 203–220. ISSN 0137-2432[8]
- Klapetek, M.: Muslimské náhrobky v současném Německu a Rakousku. In: Roháček, J. (ed.): Epigraphica et Sepulcralia 8. Praha: Ústav dějin umění AV ČR 2019, s. 485-508. ISBN 978-80-88283-17-1

Kapitoly v kolektivních monografiích
- Klapetek, M.: The Near Orient? The Transfer of “Otherness” to European Contexts. In: Attila Kovács, A. – Šomodiová, K. (eds.): Contested Minorities of the Middle East and Asia. Newcastle upon Tyne: Cambridge Scholars Publishing 2018, s. 33–50. ISBN 978-1-5275-0772-2[9]
- Klapetek, M.: Architektura muzułmańska w Niemczech jako temat badawczy. In: Widy-Behiesse, M. – Zasztowt, K. (eds.): Islam w Europie. Nowe kierunki badań. Księga ku czci Profesor Anny Parzymies. Warszawa: Wydawnictwo Akademickie Dialog 2015, s. 325–344. ISBN 978-83-8002-201-0.
- Klapetek, M.: Umírání a smrt: Realizace náboženských pravidel v nemuslimském prostředí. In: Ostřanský, B. (ed.): Smrt, hroby a záhrobí v islámu. Poslední věci člověka pohledem muslimských pramenů. Praha: Academia 2014, s. 249–284. ISBN 978-80-200-2305-6.

### Vědecké projekty
- 2014–2016: Postdoktorský projekt Grantové agentury České republiky "Současná islámská architektura v Německu, Rakousku a Švýcarsku".
- 2014–2016: Člen týmu Standardního projektu Grantové agentury České republiky "Smrt, hroby a záhrobí v islámu: muslimské vnímání posledních věcí člověka ve středověku a v současnosti" Orientální ústav Akademie věd České republiky, v.v.i.